# Bulbophyllum restrepia
Bulbophyllum restrepia är en orkidéart som först beskrevs av Henry Nicholas Ridley, och fick sitt nu gällande namn av Henry Nicholas Ridley. Bulbophyllum restrepia ingår i släktet Bulbophyllum och familjen orkidéer. Inga underarter finns listade i Catalogue of Life.